# Virslīga 2006
L'edizione 2006 della Virslīga fu la 15ª del massimo campionato lettone di calcio dalla ritrovata indipendenza e la 32ª con questa denominazione; vide la vittoria finale dello Ventspils, giunto al suo primo titolo.
Capocannoniere del torneo fu Mihails Miholaps (Skonto Rīga), con 15 reti.

## Stagione

### Novità
Le retrocesse Olimps Rīga e Venta furono sostituite dalle neopromosse Dižvanagi Rēzekne (che finì terzo in 1. Līga 2005, ma primo tra le squadre che non erano formazioni riserve) e Ditton (vincitore dei play-off).

### Formula
Il campionato era formato da 8 squadre che si incontrarono in due gironi di andata e due di ritorno, per un totale di 28 turni. Erano previsti tre punti per la vittoria, uno per il pareggio e zero per la sconfitta.
L'ultima classificata retrocedeva direttamente in 1. Līga, mentre la penultima effettuava un play-off di salvezza/promozione con la seconda classificata della 1. Līga 2006 con gare di andata e ritorno.

## Squadre partecipanti
| Squadra           | Città      | Stagione precedente                                            |
| ----------------- | ---------- | -------------------------------------------------------------- |
| Dinaburg          | Daugavpils | 4° in Virslīga                                                 |
| Ditton            | Daugavpils | 5° in 1. Līga, vince i play-off contro l'Olimps Rīga, promosso |
| Dižvanagi Rēzekne | Rēzekne    | 3° in 1. Līga, promosso                                        |
| Jūrmala           | Jūrmala    | 6° in Virslīga                                                 |
| Metalurgs Liepāja | Liepāja    | Campione lettone                                               |
| Rīga              | Rīga       | 5° in Virslīga                                                 |
| Skonto            | Rīga       | 2° in Virslīga                                                 |
| Ventspils         | Ventspils  | 3° in Virslīga                                                 |

## Classifica finale
|                     | Pos. | Squadra           | Pt | G  | V  | N | P  | GF | GS | DR  |
| ------------------- | ---- | ----------------- | -- | -- | -- | - | -- | -- | -- | --- |
| Lettonia (bandiera) | 1.   | Ventspils         | 62 | 28 | 19 | 5 | 4  | 48 | 23 | +25 |
|                     | 2.   | Metalurgs Liepāja | 60 | 28 | 18 | 6 | 4  | 66 | 20 | +46 |
|                     | 3.   | Skonto            | 54 | 28 | 16 | 6 | 6  | 55 | 21 | +34 |
|                     | 4.   | Dinaburg          | 39 | 28 | 12 | 5 | 11 | 33 | 38 | -5  |
|                     | 5.   | Ditton            | 38 | 28 | 10 | 8 | 10 | 33 | 31 | +2  |
|                     | 6.   | Jūrmala           | 37 | 28 | 11 | 4 | 13 | 36 | 36 | +0  |
|                     | 7.   | Rīga              | 22 | 28 | 6  | 4 | 18 | 21 | 57 | -36 |
|                     | 8.   | Dižvanagi Rēzekne | 2  | 28 | 0  | 2 | 26 | 11 | 77 | -66 |

### Play off
|          | Risultati |          | Luogo e data               |  |
| -------- | --------- | -------- | -------------------------- |  |
| Rīga     | 3 - 0     | Valmiera | Riga, 9 novembre 2006      |  |
| Valmiera | 0 - 2     | Rīga     | Valmiera, 12 novembre 2006 |  |

### Verdetti
- Ventspils Campione di Lettonia 2006 e qualificato al 1º turno preliminare della Champions League.
- Metalurgs Liepaja ammesso al 1º turno preliminare di Coppa UEFA come vincitore della Coppa di Lettonia.
- Skonto ammesso al 1º turno preliminare di Coppa UEFA come terzo in classifica.
- Dinaburg ammesso al primo turno della Coppa Intertoto 2007.
- Dižvanagi retrocesso in 1. Līga 2007.

## Risultati
|                   | VEN             | MET             | SKO             | DIN             | DIT             | JŪR             | RĪG             | DIŽ             |
| Ventspils         |                 | 1-1 1-0 1-2 0-4 | 1-0 1-1 1-0 1-0 | 3-2 1-2 3-0 3-3 | 2-1 1-0 1-1 1-0 | 1-1 1-0 2-1 2-0 | 1-0 1-0 2-0 4-0 | 3-0 7-1 3-1 1-0 |
| Metalurgs Liepāja | 1-1 0-1 2-1 4-0 |                 | 0-0 2-1 1-2 3-1 | 0-1 1-1 2-1 2-0 | 0-0 2-1 0-2 2-1 | 3-2 1-1 7-1 0-1 | 5-0 4-0 3-1 5-0 | 6-1 0-0 6-0 2-0 |
| Skonto            | 0-1 1-1 0-1 0-1 | 0-0 1-2 2-1 1-3 |                 | 2-0 0-2 2-0 6-0 | 1-1 0-0 2-0 2-2 | 1-0 2-0 3-1 2-1 | 4-1 5-1 2-1 1-1 | 6-0 2-0 6-0 1-0 |
| Dinaburg          | 2-3 2-1 0-3 3-3 | 0-2 1-1 1-2 0-2 | 0-2 2-0 0-2 0-6 |                 | 1-1 1-3 4-2 1-0 | 1-1 0-1 0-1 1-0 | 1-0 0-0 2-0 1-0 | 2-1 3-1 2-0 2-0 |
| Ditton            | 1-2 0-1 1-1 0-1 | 0-0 1-2 2-0 1-2 | 1-1 0-0 0-2 2-2 | 1-1 3-1 2-4 0-1 |                 | 1-0 2-1 1-6 0-0 | 1-1 4-0 3-1 0-1 | 3-0 1-0 1-0 2-1 |
| Jūrmala           | 1-1 0-1 1-2 0-2 | 2-3 1-1 1-7 1-0 | 0-1 0-2 1-3 1-2 | 1-1 1-0 1-0 0-1 | 0-1 1-2 6-1 0-0 |                 | 3-0 1-2 2-1 0-2 | 2-1 1-0 3-0 3-1 |
| Rīga              | 0-1 0-1 0-2 0-4 | 0-5 0-4 1-3 0-5 | 1-4 1-5 1-2 1-1 | 0-1 0-0 0-2 0-1 | 0-0 0-4 1-3 1-0 | 0-3 2-1 1-2 2-0 |                 | 1-0 0-0 3-1 5-2 |
| Dižvanagi         | 0-3 1-7 1-3 0-1 | 1-6 0-0 0-6 0-2 | 0-6 0-2 0-6 0-1 | 1-2 1-3 0-2 0-2 | 0-3 0-1 0-1 1-2 | 1-2 0-1 0-3 1-3 | 0-1 0-0 1-3 2-5 |                 |
| ----------------- | --------------- | --------------- | --------------- | --------------- | --------------- | --------------- | --------------- | --------------- |

## Statistiche

### Classifica marcatori
| Gol |  |  | Giocatore           | Squadra           |
| --- |  |  | ------------------- | ----------------- |
| 15  |  |  | Mihails Miholaps    | Skonto            |
| 14  |  |  | Ģirts Karlsons      | Metalurgs Liepāja |
| 11  |  |  | Darius Miceika      | Metalurgs Liepāja |
| 12  |  |  | Jurģis Kalns        | Jūrmala           |
| 11  |  |  | Kristaps Grebis     | Metalurgs Liepāja |
| 10  |  |  | Aleksandr Katasonov | Metalurgs Liepāja |